# Anarchismus v Česku
Anarchismus v Česku je článek pojednávající o historii anarchistického hnutí na území Čech a Moravy v rámci Rakouska-Uherska, později v Československu, respektive v České republice.

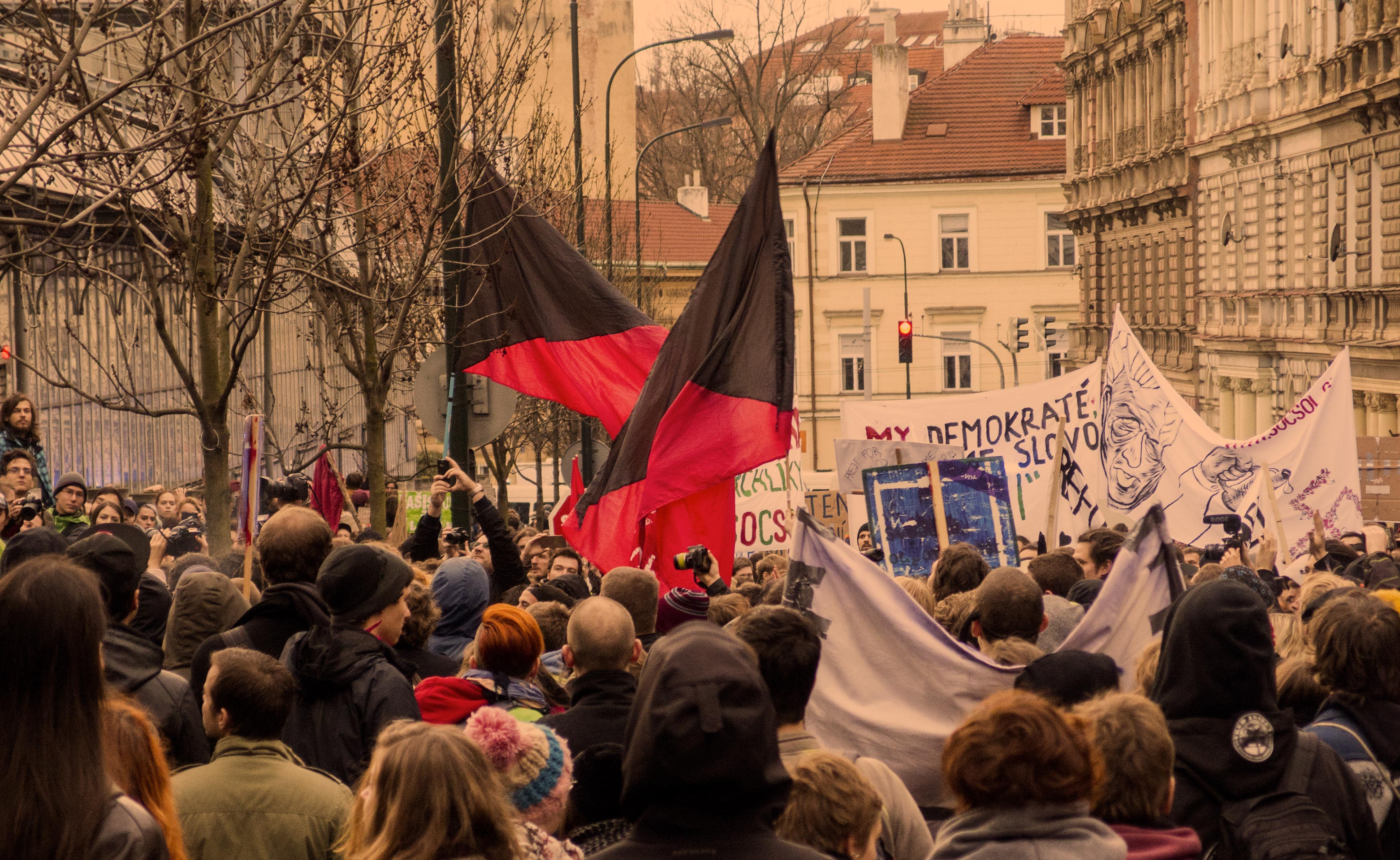
Anarchistická demonstrace, 5. února 2016

## Předchůdci anarchismu
Stopy anarchismu lze vidět na počátku husitského hnutí. Kališníci, inspirováni učením Jana Husa, zastávali názor, že veškerá autorita (včetně církevní) je neospravedlnitelná, jelikož se neřídí Božími zákony. Z toho plynulo právo obyčejných poddaných na vzpouru a ustanovení "společnosti rovných". Přestože revoluční Tábor skutečně nastolil ve svých počátcích spotřební komunismus, k potlačení autorit nedošlo (naopak byl zaveden autoritativní Žižkův vojenský řád).
Od husitů se oddělila radikální frakce, takzvaní adamité. Zastávali přesvědčení, že království Boží již nastalo, ale uskutečňovat ho budou lidé. Odmítali veškerou autoritu, například manželský stav, naopak provozovali absolutní svobodu, včetně sexuální. Adamité a další stoupenci lidového radikalismu (historik Vladimír Liška je označuje jako krajní levici hnutí) byli husity postupně likvidováni.
Mimo husitské hnutí působil náboženský myslitel Petr Chelčický, který sice sympatizoval s husitskými sociálně kritickými názory, odmítal ale násilí a ozbrojený boj. Postavil se proti společenské hierarchii (tzv. uspořádání „trojího lidu“), kritizoval katolickou i husitskou šlechtu a stavěl se proti existenci států. Chelčický bývá považován za předchůdce pacifismu a k jeho učení se později odvolával i Lev Nikolajevič Tolstoj. V návaznosti na jeho učení vznikla Jednota bratrská.
Moderní anarchisté se hlásili k husitům a českým bratrům jako ke svým předchůdcům, neboť soudili, že "ideje českých revolucionářů patnáctého století byly svou podstatou anarchistické a komunistické".

## Anarchismus na konci 19. a začátkem 20. století
Vznik anarchistického hnutí v Čechách a na Moravě úzce souvisel s rozkolem v celorakouské sociálně demokratické straně (v Česku v Českoslovanské sociálně demokratické straně dělnické). Umírněné křídlo prosazovalo parlamentarismus a reformismus jako poklidnou cestu k socialismu, radikálové, inspirováni myšlenkami Johanna Mosta, naopak požadovali hospodářsky kolektivní, ale i individuální boj. Právě z radikálního křídla vzešel zárodek anarchistického hnutí.
Na stránkách radikálních časopisů a novin (jako byla například Budoucnost, Proletář aj.; tištěny byly mimo území Rakouska-Uherska, např. ve Spojených státech) byla prosazována taktika „propagandy činem“. Nicméně téma legalizace použití násilí, které také dodávalo ospravedlnění k represím státní moci proti dělnickému hnutí, se postupem času stalo předmětem diskuse v anarchistickém hnutí a jeho značná část jej zavrhla.
V průběhu 90. let 19. století převládla v hnutí forma takzvaného neodvislého socialismu. Ten stavěl na absolutní individuální svobodě a dosáhl odezvy v kruzích mládeže a inteligence (tj. studentské pokrokové hnutí). V roce 1896 vyšel z poloviny cenzurovaný Manifest anarchistů českých.
Pojem anarchističtí buřiči je v české literatuře používán pro české autory z přelomu 19. a 20. století, do které patřili v určitém období svého života např. Viktor Dyk, František Gellner, Fráňa Šrámek, Karel Toman, S. K. Neumann a Petr Bezruč.
Anarchistou byl v této době i Jaroslav Hašek, který byl redaktorem anarchistického časopisu Komuna. Anarchistům byl názorově blízký Franta Sauer, který v listopadu 1918 zorganizoval stržení Mariánského sloupu na Staroměstském náměstí.
V roce 1904 vznikla Česká anarchistická federace (ČAF), která požadovala šíření anarchismu mezi dělnictvo a inteligenci. Ve stejném roce byla založena Česká federace všech odborů (ČFVO), stojící na bázi syndikalismu a politické neutrality odborů. ČFVO byla oficiálně zakázána v roce 1908.
V roce 1914 se mezi anarchisty diskutovalo vytvoření Strany českých anarchistů komunistů, které bylo zamítnuto. Místo toho se Česká anarchistická federace přetvořila na Federaci českých anarchistů komunistů (FČAK).

## První republika
Politické zkušenosti během světové války a následného politického vývoje přivedly většinu anarchistického hnutí v Česku k revizi svých politických názorů a postupů. Přijali vizi začlenění se do politické strany stojící na revoluční bázi. Anarchisté se také podíleli na aktivitách odporu proti Rakousku-Uhersku, které ve svém důsledku vedly ke vzniku československého státu.
Již během první světové války navázali anarchisté, především Bohuslav Vrbenský a předáci severočeských horníků, užší spolupráci s představiteli České strany národně sociální. V únoru 1919 proběhl likvidační sjezd Federace českých anarchistů komunistů (FČAK), který odsouhlasil sloučení s národními sociály do Československé strany socialistické.
5. ledna 1923 byl postřelen Alois Rašín, který na následky útoku umírá o 13 dní později. Pachatel Josef Šoupal, anarchokomunista, byl po činu hned chycen a ke střelbě se přiznal. Později uvedl, že měl v plánu zavraždit i Karla Kramáře a Jaroslava Preisse.
Historická cesta českého anarchismu z konce 19. století a počátku 20. století se uzavřela uprostřed dvacátých let ztrátou původní identity a novou identifikací s autoritativním hnutím ruské podoby komunismu. Skupina kolem Neumanna navázala kontakty s Komunistickou internacionálou a podílela se na zakládání KSČ. Po V. sjezdu KSČ v roce 1929 však byli spolu s Neumannem po Manifestu sedmi vyloučeni, když protestovali proti bolševizaci strany.

## Po roce 1989
Ještě před sametovou revolucí vzniklo Československé anarchistické sdružení (ČAS) a po revoluci i další organizace, z nichž mnoho brzy zaniklo. Během 90. let 20. století vznikly například Federace sociálních anarchistů (pozdější Federace anarchistických skupin) a Československá anarchistická federace (ČSAF, v roce 2014 přejmenovaná na Anarchistickou federaci). Existovalo mnoho lokálních skupin vydávajících vlastní časopisy jako Brněnská vrtule a jiné.
Ve druhém desetiletí 21. století bylo v České republice několik dalších organizací a skupin, včetně těch, které působí mezinárodně, např. Antifašistická akce (AFA), Anarchistický černý kříž (ABC/AČK), Anarchokomunistická alternativa (AKA), Jídlo místo zbraní (FNB), Fronta za osvobození zvířat a Voice of Anarchopacifism (VAP).